# Konstantínos Karamanlís
Konstantínos Karamanlís (en griego, Κωνσταντίνος Γ. Καραμανλής; Küpköy, 8 de marzo de 1907–Atenas, 23 de abril de 1998) fue un abogado y político griego, que llegó a ser presidente y primer ministro de Grecia.

## Biografía
Nació en la ciudad de Küpköy, en aquellos momentos situada en el Imperio otomano y que hoy en día, forma parte de la región de Macedonia en Grecia, con el nombre de Proti (Πρώτη). Se convirtió en ciudadano griego en 1913, después de que Macedonia fuera liberada a consecuencia de la segunda guerra balcánica. Su padre era Georgios Karamanlís, profesor que luchó durante la guerra nacional de los griegos en Macedonia, entre 1904 y 1908. 
Después de pasar su niñez en Macedonia, se trasladó a Atenas para estudiar derecho. Después de trabajar durante un tiempo en un bufete de abogados, ingresó en el partido político conservador (Laikon Komma) y fue elegido miembro del parlamento por primera vez a la edad de 28, en las últimas elecciones del año 1935, antes de la Segunda Guerra Mundial. Debido a problemas de salud, Karamanlís no participó en la guerra Greco-Italiana.

## Primer ministro (primer mandato)
Después de la Segunda Guerra Mundial, Karamanlís se alzó rápidamente entre las filas de la política griegas. Fue ministro (agricultura, trabajo y obras públicas) antes de ser primer ministro en 1955. Ganó con una mayoría sólida en tres elecciones sucesivas (1956, 1958 y 1961). 
En 1959 anunció un plan quinquenal (1960-1964) para la economía griega, acentuando la mejora de la producción agrícola e industrial, la inversión pesada en la infraestructura y la promoción del turismo. 
El historiador Dimitris Kousouris señala que, tras la guerra civil, "la derecha integró en el aparato estatal a personalidades ferozmente anticomunistas y a muchos elementos de la extrema derecha. Y en un periodo en el que la polarización política seguía siendo muy fuerte, el Partido Comunista prohibido y muchas organizaciones de izquierdas reprimidas, el Primer Ministro no siempre fue capaz de controlar estos elementos", como demuestra el asesinato de Grigóris Lambrákis, diputado de Izquierda Democrática Unida (EDA), en mayo de 1963.
En el frente internacional, Karamanlís abandonó la meta estratégica anterior del gobierno respecto a la enosis (la unificación de Grecia y de Chipre) en favor de la independencia de Chipre. En 1958, su gobierno comenzó negociaciones con el Reino Unido y Turquía, que culminaron en el acuerdo de Zúrich como base para un reparto en la independencia de Chipre. En 1959, el plan fue ratificado en Londres por Makarios III.

## Exilio
Se exilió voluntariamente por espacio de 11 años tras las elecciones de 1963 que ganó el partido Unión de Centro de Georgios Papandreu, esto agravado porque el rey, con el cual tenía considerables desavenencias, no lo apoyaba. El 17 de junio de 1963 renunció al acta de primer ministro delante del rey Pablo I, y en las elecciones de noviembre de este mismo año, su partido perdió enfrente del avance del socialista Papandreu, en desacuerdo con los hechos políticos de su país se exilió a la ciudad de París. 
Durante este exilio Karamamlís demostró de manera notable su gran oposición a la dictadura de los coroneles que estuvo en el poder desde 1967 hasta 1974.

## Primer ministro (segundo mandato)
Después de la caída de la dictadura en julio de 1974, regresó a Atenas en un jet francés puesto a su disposición por el presidente Valéry Giscard d'Estaing, amigo personal de Karamanlís. 
A pesar de estar frente a una situación política intrínsecamente inestable y peligrosa, que lo forzó a dormir a bordo de un yate, y vivir rodeado por grandes medidas de seguridad, rápidamente se movió para desactivar la tensión entre Grecia y Turquía, que estaban en el borde de la guerra sobre la crisis de Chipre, y para comenzar el proceso firme de la transición de la regla militar en una democracia pluralista. 
Durante este período, designado el metapolítefsis (en griego: μεταπολίτευσις, qué significa cambio de régimen), Karamanlís legalizó el partido Comunista de Grecia, adoptando un acercamiento medido a quitar colaboradores y a personas asignadas de la dictadura, y, deseando legitimar su autoridad, declaró que las elecciones serían celebradas en noviembre de 1974, cuatro meses después de la caída del Régimen de los coroneles. 
En estas elecciones, Karamanlís con su partido conservador nuevamente formado, Nueva Democracia (en griego: Νέα Δημοκρατία, Nea Dimokratia) obtuvo una masiva mayoría parlamentaria y fue elegido primer ministro. Las elecciones fueron seguidas rápidamente por el plebiscito de 1974 que abolió la monarquía y el establecimiento de la república helénica, hubo un juicio televisado de los dictadores anteriores (que recibieron pena de muerte por alta traición y motín pero fueron atenuadas al encarcelamiento de por vida) y la redacción de la constitución de 1975. En 1977, Nueva Democracia ganó otra vez las elecciones, y Karamanlís continuó como primer ministro hasta 1980.

## Primera y segunda presidencia
Siguiendo la firma del tratado de adhesión con la Comunidad Económica Europea en 1980, Karamanlís abandonó el puesto de Primer ministro y se fue escogido para la presidencia de Grecia, donde permaneció hasta 1985, momento en el que fue sustituido por Christos Sartzetakis. En 1981, Karamanlís supervisó la entrada de Grecia en la Comunidad Europea (ahora la Unión Europea). 
En 1990, fue reelegido Presidente de Grecia, por una mayoría parlamentaria conservadora (bajo gobierno conservador del entonces primer ministro Constantinos Mitsotakis) cargo que ocupó hasta 1995, cuando lo reemplazó Konstandinos Stephanopoulos.

## Herencia
Karamanlís se retiró en 1995, a la edad de 88, tras haber ganado cinco elecciones parlamentarias, y haber pasado 14 años como primer ministro, 10 años como Presidente de la república, y un total de más de 60 años en política activa. 
Por su servicio largo a la democracia y a la causa europea Karamanlís fue premiado con el Premio Carlomagno en 1978.
Murió tras una corta enfermedad en 1998, a la edad de 91 en la ciudad de Atenas. Legó sus archivos a la Fundación Constantinos Karamanlis, un Think tank conservador que él había fundado y dotado. 
Su sobrino Kostas Karamanlis, fue líder de Nueva Democracia, y primer ministro (10 de marzo de 2004 – 6 de octubre de 2009)
| Predecesor: Aléxandros Papagos Konstantinos Georgakopulos Konstantinos Dovas | Primer ministro de Grecia 1955 - 1958 1958 - 1961 1961 - 1963 | Sucesor: Konstantinos Georgakopulos Konstantinos Dovas Panagiotis Pipinelis |
| Predecesor: Adamantios Androutsopoulos                                       | Primer ministro de Grecia 1974 - 1980                         | Sucesor: Georgios Rallis                                                    |
| Predecesor: Konstantinos Tsatsos Christos Sartzetakis                        | Presidente de la República Helénica 1980 - 1985 1990 - 1995   | Sucesor: Christos Sartzetakis Konstandinos Stephanopoulos                   |